# Edin Bašić
Edin Bašić (serbisch-kyrillisch Един Башић; * 4. Mai 1979 in Zavidovići, SFR Jugoslawien) ist ein ehemaliger bosnisch-herzegowinischer Handballspieler, der zumeist auf Rückraum Mitte eingesetzt wurde. Er ist verheiratet und hat eine Tochter.

## Karriere
Der 1,90 m große und 94 kg schwere Rechtshänder spielte zunächst in seiner Heimat beim HC Borac Travnik. 1999 wechselte er zum RK Zamet Rijeka. Nach zwei Spielzeiten ging er in die Schweiz zum TV Endingen. 2003 verpflichtete ihn der TV Suhr, bei dem er zweimal Torschützenkönig der Nationalliga A (NLA) wurde. Nach vier Jahren streifte er das Trikot des GC Amicitia Zürich über. Mit Amicitia gewann er zweimal die Schweizer Meisterschaft und einmal den Pokal. Im EHF-Europapokal der Pokalsieger 2008/09 scheiterte er erst im Halbfinale an BM Valladolid. Anschließend wechselte er in die erste französische Liga zu Chambéry Savoie HB. Dort wurde er dreimal Vizemeister und erreichte das Finale des Coupe de France und Coupe de la ligue 2011. International erreichte er das Achtelfinale in der EHF Champions League 2010/11 und die Gruppenphase im EHF Europa Pokal 2013/14. Ab dem Sommer 2017 stand er beim französischen Zweitligisten C’ Chartres Métropole handball unter Vertrag.
Für die bosnisch-herzegowinische Nationalmannschaft bestritt Edin Bašić 60 Länderspiele.

## Erfolge
- Torschützenkönig der NLA 2004/05 und 2005/06[4]
- 6. Platz in der Ewigen Torschützenliste der NLA (1807 Tore in 261 Spielen)[5]
- Bester linker Rückraumspieler der NLA 2006/07[6] und 2008/09[7]
- Schweizer Meister 2008 und 2009
- Schweizer Pokalsieger 2009
- Schweizer Supercupsieger 2009
- Bester Ausländer der LNH 2010/11[8]
- Bester Spielmacher der LNH 2010/11, 2011/12 und 2012/13[9]
- Trophée des Champions 2013